# Ranunculus marsicus
Ranunculus marsicus är en ranunkelväxtart som beskrevs av Giovanni Gussone och Ten.. Ranunculus marsicus ingår i släktet ranunkler, och familjen ranunkelväxter.

## Underarter
Arten delas in i följande underarter:
- R. m. approximans
- R. m. incisior